# Ceriscoides perakensis
Ceriscoides perakensis är en måreväxtart som först beskrevs av George King och James Sykes Gamble, och fick sitt nu gällande namn av Khoon Meng Wong. Ceriscoides perakensis ingår i släktet Ceriscoides och familjen måreväxter. Inga underarter finns listade i Catalogue of Life.